# Albrecht von und zu Egloffstein
Albrecht Christoph Freiherr von und zu Egloffstein (* 5. November 1939 in Bamberg) ist ein pensionierter deutscher Offizier. Er war der letzte Kommandeur der Panzergrenadierbrigade 4.
Er ist Eigentümer der Burg Egloffstein, die unmittelbar westlich des gleichnamigen Ortes Egloffstein im oberfränkischen Landkreis Forchheim in Bayern liegt.

## Leben
Albrecht von und zu Egloffstein stammt aus dem fränkischen Adelsgeschlecht der von Egloffstein. Er wurde am 5. November 1939 in Bamberg als erstes von vier Kindern geboren. Seine Eltern waren Hans Hermann Bernhard Freiherr von und zu Egloffstein und Gertraud Dorn. Er ist verheiratet mit Sibylle, geborene von Schack, mit der er zwei Kinder hat.
Egloffstein bekam im April 1989 als Oberstleutnant das Bundesverdienstkreuz am Bande.